# Akropolis IF
Akropolis IF var en sportklubb som grundades av grekiska invandrare i Stockholm våren 1968. Seriespel påbörjades i basket hösten 1968 och fotboll våren 1969. Ungdomsverksamhet startades år 1975. Föreningen hade under en period över trettiofem lag med pojkar och flickor från juniorer upp till seniorer i basket, fotboll och volleyboll.
Den 18 januari 2024 begärdes föreningen i konkurs.

## Historia
Åren 1975–1980 var framgångsrika för fotbollsseniorerna som avancerade fyra divisioner och nådde det nationella seriespelet. Som första så kallade "invandrarlag" att nå division 4 i dåvarande seriesystemet fick klubben stor uppmärksamhet i riksmedia.
Under 1987 avancerade fotbollslaget till division 3 och basketföreningen Akropol BBK knoppades av från moderföreningen. Därigenom blev fotbollen föreningens enda gren.
Fotbollslaget återtog 1998 en plats i division 3, dock bara under en säsong. 2004 avancerade Akropolis återigen till division 3 och behöll en plats i divisionen under 2005 med ett måls marginal. 2006 kvalade laget in till division 2 där man år 2007 kom på femte plats.
Akropolis spelade säsongen 2013 i division 2 norra Svealand. 2014 var det dags igen, uppflyttning till Division 1 säkrades. Kommande säsong, 2015, var väldigt framgångsrik. Laget kom tvåa i Division 1 Norra och säkrade kval till Superettan för första gången i klubbens historia.
Traditionsenligt spelade Akropolis IF sina hemmamatcher på Akalla Gårds BP i Stockholms norra delar, men 2015 tvingades klubben att flytta sina hemmamatcher till Spånga IP. Akropolis säkrade kontraktet till superettan för säsongen 2020, vilket gjorde att hemmamatcherna flyttades till Brommapojkarnas hemmaplan Grimsta IP eftersom Spånga IP inte höll måttet för spel i superettan. 
På ungdomssidan hade Akropolis IF lag i både norra och södra Stockholm.

### Ekonomiska problem under 2021 och 2022
Under 2021 framkom problem inom klubben. Laget placerades på 13:e plats i Superettan 2021, och förlorade kvalet för fortsatt spel i Superettan mot Skövde AIK. Därmed skulle laget ha spelat i Ettan under 2022. Föreningen visade sig dock ha usel ekonomi, med stora obetalda skulder och ett negativt eget kapital på 1,8 miljoner kronor och förlorade därmed sin elitlicens. I enlighet med detta beslut flyttades laget ned för spel i division 2.
Inför säsongen 2022 fortsatte problemen. Laget drog sig ur Svenska cupen, där de ersattes av Norrby IF. Vid seriestarten hade klubben inga spelare eller tränare under kontrakt, utan planerade att använda sig av kontraktslösa spelare och ledare utan ersättning. De spelare som klubben fick tillgång till på detta sätt höll, enligt klubbens ordförande, division 3-nivå. Seriespelet inleddes med förlust med 0–28 mot IFK Stocksund. I omgång 2 lämnade laget walkover mot Hudiksvalls FF och uteslöts därmed ur serien.
Efter uteslutning blir en förening normalt nedflyttade två divisioner.
Enligt ett uttalande från föreningen var ambitionen efter uteslutningen att starta om i division 4. Tidigare hade möjligheten att föreningen skulle betala sina skulder och lägga ned verksamheten utan konkurs lyfts i media. Ungdomsverksamheten, som tidigare under perioder hade varit stark, blev nedlagd. Säsongen 2023 och framåt hade klubben överhuvudtaget inga lag i seriespel. Den 18 januari 2024 begärdes föreningen i konkurs.

## Resultat efter säsong
| \| Säsong \| Nivå \| Division \| Del \| Placering \| Serierörelse \| \| ------ \| ---- \| ---------- \| --------------- \| --------- \| ---------------------------------------------------------------------------------------- \| \| 1999 \| 5 \| Division 4 \| Stockholm Norra \| 1 \| Uppflyttat \| \| 2000 \| 4 \| Division 3 \| Norra Svealand \| 9 \| Nedflyttat efter kvalspel \| \| 2001 \| 5 \| Division 4 \| Stockholm Norra \| 3 \| \| \| 2002 \| 5 \| Division 4 \| Stockholm Norra \| 5 \| \| \| 2003 \| 5 \| Division 4 \| Stockholm Norra \| 5 \| \| \| 2004 \| 5 \| Division 4 \| Stockholm Norra \| 1 \| Uppflyttat \| \| 2005 \| 4 \| Division 3 \| Norra Svealand \| 9 \| \| \| 2006* \| 5 \| Division 3 \| Norra Svealand \| 2 \| Uppflyttat efter kvalspel \| \| 2007 \| 4 \| Division 2 \| Östra Svealand \| 5 \| \| \| 2008 \| 4 \| Division 2 \| Östra Svealand \| 5 \| \| \| 2009 \| 4 \| Division 2 \| Södra Svealand \| 3 \| \| \| 2010 \| 4 \| Division 2 \| Södra Svealand \| 1 \| \| \| 2011 \| 3 \| Division 1 \| Norra \| 11 \| \| \| 2012 \| 3 \| Division 1 \| Norra \| 13 \| Nedflyttat \| \| 2013 \| 4 \| Division 2 \| Norra Svealand \| 3 \| \| \| 2014 \| 4 \| Division 2 \| Norra Svealand \| 1 \| Uppflyttat \| \| 2015 \| 3 \| Division 1 \| Norra \| 2 \| Kval \| \| 2016 \| 3 \| Division 1 \| Norra \| 3 \| \| \| 2017 \| 3 \| Division 1 \| Norra \| 2 \| Kval \| \| 2018 \| 3 \| Division 1 \| Norra \| 4 \| \| \| 2019 \| 3 \| Division 1 \| Norra \| 1 \| Uppflyttat \| \| 2020 \| 2 \| Superettan \| \| 5 \| \| \| 2021 \| 2 \| Superettan \| \| 13 \| Nedflyttat till Ettan efter kval. Nedflyttat till division 2 efter missad elitlicens.[2] \| \| 2022 \| 4 \| Division 2 \| Norra Svealand \| \| Uteslutna efter att ha lämnat walkover i bortamatchen mot Hudiksvalls FF.[7] \| * 2006 skedde en omstrukturering av Sveriges fotbollsligor genom bildandet av Division 1 i fotboll för herrar som tredje nivå i Sveriges serier. Division 2 och lägre flyttades därmed ned ett steg i seriesystemet. |      |            |                 |           |                                                                                       |
| Säsong | Nivå | Division   | Del             | Placering | Serierörelse                                                                          |
| 1999 | 5    | Division 4 | Stockholm Norra | 1         | Uppflyttat                                                                            |
| 2000 | 4    | Division 3 | Norra Svealand  | 9         | Nedflyttat efter kvalspel                                                             |
| 2001 | 5    | Division 4 | Stockholm Norra | 3         |                                                                                       |
| 2002 | 5    | Division 4 | Stockholm Norra | 5         |                                                                                       |
| 2003 | 5    | Division 4 | Stockholm Norra | 5         |                                                                                       |
| 2004 | 5    | Division 4 | Stockholm Norra | 1         | Uppflyttat                                                                            |
| 2005 | 4    | Division 3 | Norra Svealand  | 9         |                                                                                       |
| 2006* | 5    | Division 3 | Norra Svealand  | 2         | Uppflyttat efter kvalspel                                                             |
| 2007 | 4    | Division 2 | Östra Svealand  | 5         |                                                                                       |
| 2008 | 4    | Division 2 | Östra Svealand  | 5         |                                                                                       |
| 2009 | 4    | Division 2 | Södra Svealand  | 3         |                                                                                       |
| 2010 | 4    | Division 2 | Södra Svealand  | 1         |                                                                                       |
| 2011 | 3    | Division 1 | Norra           | 11        |                                                                                       |
| 2012 | 3    | Division 1 | Norra           | 13        | Nedflyttat                                                                            |
| 2013 | 4    | Division 2 | Norra Svealand  | 3         |                                                                                       |
| 2014 | 4    | Division 2 | Norra Svealand  | 1         | Uppflyttat                                                                            |
| 2015 | 3    | Division 1 | Norra           | 2         | Kval                                                                                  |
| 2016 | 3    | Division 1 | Norra           | 3         |                                                                                       |
| 2017 | 3    | Division 1 | Norra           | 2         | Kval                                                                                  |
| 2018 | 3    | Division 1 | Norra           | 4         |                                                                                       |
| 2019 | 3    | Division 1 | Norra           | 1         | Uppflyttat                                                                            |
| 2020 | 2    | Superettan |                 | 5         |                                                                                       |
| 2021 | 2    | Superettan |                 | 13        | Nedflyttat till Ettan efter kval. Nedflyttat till division 2 efter missad elitlicens. |
| 2022 | 4    | Division 2 | Norra Svealand  |           | Uteslutna efter att ha lämnat walkover i bortamatchen mot Hudiksvalls FF.             |